# 楊昉 (清朝攝影師)
楊昉（1830年—1894年），字少初，號朗山。山西靈石（今山西晋中）人。清朝攝影先驅。父親是清朝藏書家楊尚文。

## 生平
楊昉随父到北京后在兵部衙门中擔任武选司兼武库司郎中，後來曾前往日本、英国、法国、德国等地考察，把一些化学药品、光学仪器、照相器材带回北京，拍摄了不少人像、风景、园林照片並且冲印制作。光绪六年（1880年）离開北京返回家鄉。著作有《朗山杂记》，记录其生前的摄影活動。